# باشگاه وست اند ویلمنز
باشگاه وست اند ویلمنز (به انگلیسی: West End Wheelmen's Club) که با عنوان باشگاه فرانکلین و شوالیه‌های کلمبوس نیز شناخته می‌شود، باشگاهی تاریخی در ویلکس-بار، پنسیلوانیا است. این باشگاه در سال ۱۸۹۷ میلادی به سبک شینگل ساخته شد. بخشی از این ساختمان پس از آتش‌سوزی در سال ۱۹۱۳، دوباره بازسازی شد.

این ساختمان در سال ۱۹۹۷ میلادی به ثبت ملی اماکن تاریخی رسید.